# Laocheng
Der Stadtbezirk Laocheng (chinesisch 老城区, Pinyin Lǎochéng Qū – „Altstadt“) gehört zum Verwaltungsgebiet der bezirksfreien Stadt Luoyang in der chinesischen Provinz Henan. Er hat eine Fläche von 56,74 km² und zählt 197.800 Einwohner (Stand: Ende 2018). 

## Administrative Gliederung
Auf Gemeindeebene setzt sich der Stadtbezirk aus sieben Straßenvierteln und einer Großgemeinde zusammen. 